# Premier League (Sudan)
Die Premier League ist die höchste Spielklasse des nationalen Fußballverbands des Sudan.

## Saison 2021
In der Saison 2021 nahmen die folgenden 16 Mannschaften am Spielbetrieb teil:
- al-Ahli Merowe
- Al-Ahli SC
- Al-Ahly Shendi
- al-Hilal Al-Fasher
- al-Hilal SC Kaduqli
- al-Hilal Khartum
- Al-Ittihad SC
- al Khartoum SC
- al-Merreikh Al-Fasher
- al-Amal SC Atbara
- Hay Al-Arab Port Sudan
- al-Hilal Obayed
- al-Hilal Port Sudan
- al-Shorta Al-Qadarif Kassala
- Tuti SC Khartoum
- Hay Al-Wadi Nyala

## Meisterschaften
| Verein             | Stadt      | Titel | Meistersaisons |
| ------------------ | ---------- | ----- | --- |
| al-Hilal Khartum   | Omdurman   | 35    | 1962, 1964, 1965, 1967, 1970, 1973, 1974-1, 1981, 1983, 1984, 1986, 1987, 1988, 1989, 1990, 1991, 1994, 1995, 1996, 1998, 1999, 2003, 2004, 2005, 2006, 2007, 2009, 2010, 2012, 2014, 2016, 2017, 2018, 2020/21, 2022 |
| al-Merrikh Khartum | Omdurman   | 22    | 1970, 1971, 1972, 1973, 1974-2, 1975, 1977, 1978, 1982, 1985, 1990, 1993, 1997, 2000, 2001, 2002, 2008, 2011, 2013, 2015, 2018/19, 2019/20                                                                            |
| Al-Mourada SC      | Omdurman   | 1     | 1968 |
| Burri SC           | Khartum    | 1     | 1969 |
| Hilal Alsahil SC   | Port Sudan | 1     | 1992 |